# Dobrica Ćosić
Dobrica Ćosić (rođen kao Dobrosav Ćosić, poznat kao Otac nacije; Velika Drenova, Trstenik, 29. prosinca 1921. – Beograd, 18. svibnja 2014.), srbijanski književnik, akademik, političar i politički teoretičar, smatra se ocem modernog srpskog nacionalizma. 

## Životopis
Dobrica Ćosić je rođen 29. prosinca 1921. u Velikoj Drenovi, gradić Trstenik, u blizini Kruševca. Do početka Drugog svjetskog rata, išao u Srednju poljoprivrednu školu u Bukovu kod Negotina iz koje je izbačen kao pripadnik napredne omladine Kad je rat izbio, Ćosić se odlučuje priključiti partizanima te postaje komesar KPJ u resavskom partizanskom odredu. Poslije rata, završio je komesarski tečaj u Višoj političkoj školi "Đuro Đaković". Zastupnik u Skupštini Srbije i u jugoslavenskom parlamentu bio je 12 godina. U to vrijeme, 1951. godine, objavio je svoj prvi roman – Daleko je sunce (tematika Drugi svjetski rat). U ljeto 1966. godine, usprotivio se smjeni bliskog Titovog suradnika - Srbina Aleksandra Rankovića. Međutim, Ćosić nije odmah odlučio javno se usprotiviti Titovoj vlasti. To je učinio krajem svibnja 1968. godine, kada je na sjednici Centralnog komiteta Saveza komunista Srbije izjavio da se nad Srbima na Kosovu vrši teror i nasilje, a da to čine Albanci koji sudjeluju u kosovskoj vlasti. Centralni komitet je oštro osudio Ćosićeve tvrdnje, te on odlučuje dragovoljno istupiti iz SKJ i započeti disidentsku karijeru.
Godine 1977., Ćosić postaje član Srpskе akademijе znanosti i umjetnosti i tada je izjavio da je "srpski narod dobijao u ratu, a gubio u miru". Ćosić je već u to vrijeme postao pobornik vatrenijeg srpskog nacionalizma i zalagao se za temeljnu promjenu položaja Srbije u SFR Jugoslaviji. Za tadašnje srbijansko rukovodstvo, koje je prihvatilo Ustav SFR Jugoslavije iz 1974. godine, tvrdio je da je "vazalno".
Krajem 70-ih, pojavljuje se i četvrti nastavak Ćosićevog obimnog romana Vreme smrti koji obuhvaća široki period povijest jedne srbijanske obitelji. Ovaj roman smatra se najvažnijim Ćosićevim djelom.

### Ulazak u politiku
Tijekom 1980-ih, Ćosić se aktivnije uključuje u politička događanja. Godine 1984. osnovao je Odbor za obranu slobode misli i govora koji je branio sve protivnike socijalističke Jugoslavije, bez obzira na nacionalnost. Dvije godine kasnije, u rujnu 1986. godine, Srpska akademija nauka i umjetnosti objavljuje svoj Memorandum u kojem analizira tadašnju situaciju u Jugoslaviji. Memorandum je bio izrazito nacionalističkog karaktera, i smatra se da je Ćosić sudjelovao u njegovom pisanju. Dolazak Slobodana Miloševića na vlast u Srbiji, u jesen 1987. godine i njegovi mitinzi kojima je oborio vlasti u Vojvodini (listopada 1988. godine ), te njegova borba za prevlast Srbije nad ostalim jugoslavenskim republikama obradovala je Ćosića i njegove istomišljenike. Godine 1989., Ćosić i njegov prijatelj Jovan Rašković politički organiziraju Srbe u Hrvatskoj u Srpsku demokratsku stranku. A samo godinu kasnije, u ljeto 1990. godine, Ćosić osniva Srpsku demokratsku stranku i u Bosni i Hercegovini, te uspjeva za njezinog vođu postaviti Radovana Karadžića, srpskog nacionalistu u Bosni i Hercegovini.
Nakon raspada SFR Jugoslavije, Srbija i Crna Gora odlučuju ostati zajedno te 27. travnja 1992. godine proglašavaju državu pod imenom Savezna Republika Jugoslavija. Slobodan Milošević je uspio uvjeriti Ćosića da postane prvi predsjednik SR Jugoslavije, 15. lipnja iste godine. Na dužnosti je bio do 31. svibnja 1993. godine kada je, poslije sukoba s Miloševićem, smijenjen od strane oba doma jugoslavenskog parlamenta a za predsjednika SR Jugoslavije izabran je Zoran Lilić.
Poslije smjene, Ćosić je nastavio borbu protiv Miloševićevog režima jer Slobodan Milošević nije uspio ostvariti Veliku Srbiju a etnički očišćenu tzv. Republiku Srpsku odakle je prognano 230.000 Hrvata i milijun Bošnjaka drži najvećim srpskim usjehom tijekom ratnih devedesetih godina 20. stoljeća. Godine 2000. postao je član organizacije Otpor, ali je kasnije izjavio da to nikada ne bi učinio da je znao da se Otpor financira iz inozemstva. Ćosić je poznat po tome što negira i srpski genocid nad Bošnjacima u Srebrenici.
Ćosić se, inače, duži niz godina zalagao za podjelu Kosova. U svojoj knjizi Kosovo (2004.) piše da je srbijanski predsjednik vlade Zoran Đinđić prihvatio njegov prijedlog, ali njegovo ubojstvo je prekinulo njegove planove. Dana 9. svibnja 2013. se iz zdravstvenih razloga povukao iz javnosti i zahvalio svima koji ga smatraju ocem nacije.
Bio je član Udruge za kulturu, umjetnost i međunarodnu suradnju Adligat od samog osnivanja 2012. godine, a rad i nastanak institucije podržavao je od 2010. godine. Udrugi je poklonio jedan broj knjiga iz svoje osobne knjižnice, uključujući komplet Sabrana djela Milutina Bojića, koji mu je bio veoma drag. U Zbirci književnika Dobrice Ćosića nalaze se njegove naočale i nacrt sadržaja u rukopisu za knjigu Vreme smrti II. dio. Za života je potpisao više od 200 svojih djela za Udrugu, što predstavlja najveću njegovu zbirku s posvetama i potpisima koja postoji, a radi se o mnogobrojnim prvim, rijetkim, stranim i bibliofilskim izdanjima. Udruga također ima veliki broj Ćosićevih posveta u okviru legata i zbirki drugih značajnih ličnosti.
Bio je kandidiran za Nobelovu nagradu tri puta: 1983. i 1989. od francuskih i britanskih institucija i 2011. godine. Dana 6. listopada 2011. godine, došlo je do višesatne kontroverze, kada je više medija, uključujući RTS, B92, ali i britanski The Guardian, prenijelo pogrešnu vijest da je Ćosić zapravo dobio Nobelovu nagradu. Kada se saznalo da je pravi dobitnik švedski pjesnik Tomas Tranströmer, odgovornost za ovu dezinformaciju je preuzela skupina "Samoorganizovani web aktivisti", koja se protivi "opasnom utjecaju političara i pisca Dobrice Ćosića".

### Smrt
Dobrica Ćosić je preminuo u Beogradu, 18. svibnja 2014. godine. Pokopu su nazočili predsjednik Srbije Tomislav Nikolić, ministri Ivica Dačić, Nikola Selaković, Ivan Tasovac, predsjednica Skupštine Srbije Maja Gojković, bivši predsjednik Srbije Boris Tadić, predsjednik bh. entiteta Republike Srpska Milorad Dodik, književnik Matija Bećković, redatelj Emir Kusturica i poduzetnik Miroslav Mišković, te nešto više od 1.000 građana. Sahranjen je na Novom groblju u Beogradu.

## Djela

### Romani
- Daleko je sunce (1951.)
- Koreni (1954.)
- Deobe 1-3 (1961.)
- Bajka (1965.)
- Vreme smrti 1-4 (1972. – 1979.)
- Vreme zla 1-3 (1985. – 1990.)
- Vreme vlasti 1-2 (1996. – 2007.)

### Zapisi
- Piščevi zapisi 1-6 (2001. – 2009.)
- Srpsko pitanje 1-2 (2002. – 2003.)
- Pisci moga veka (2002.)
- Kosovo (2004.)
- Prijatelji (2005.)
- Srpsko pitanje u XX veku (2009.)
- U tuđem veku 1-2 (2011. – 2015.)
- Bosanski rat (2012.)
- Kosovo: 1966-2013 (2013.)
- Dvanaest portreta (2020.)
- Knjiga o Titu (2023.)

### Djela o Ćosiću
- Pesnik revolucije na predsedničkom brodu (1986.) — Danilo Kiš
- Čovek u svom vremenu: razgovori sa Dobricom Ćosićem (1989.) — Slavoljub Đukić
- Autoritet bez vlasti (1993.) — prof. dr Svetozar Stojanović
- Dobrica Ćosić ili predsednik bez vlasti (1993.) — Dragoslav Rančić
- Šta je stvarno rekao Dobrica Ćosić (1995.) — Milan Nikolić
- Vreme pisca: životopis Dobrice Ćosića (2000.) — Radovan Popović
- Lovljenje vetra, politička ispovest Dobrice Ćosića (2001.) — Slavoljub Đukić
- Vreme i Roman: Eseji o romanima Dobrice Ćosića (2001.) — Miroslav Egerić
- Zavičaj i Prerovo Dobrice Ćosića (2002.) — Boško Ruđinčanin
- Gang of four (2005.) — Zoran Ćirić
- Knjiga o Ćosiću (2005.) — Dragoljub Todorović
- Dobrica Ćosić: Bibliografija (2010.) - Dejan Vukićević
- Prepiska 1991-1999. (2011.) - Miroslav Majkl Đorđević
- Moj beogradski dnevnik: susreti i razgovori sa Dobricom Ćosićem 2006.-2011. (2012.) - Darko Hudelist
- Bosanski rat Dobrice Ćosića (2013.) - Muhamed Mujkić
- Ogledalo Dobrice Ćosića (2014) - Milivoje Pavlović
- Dnevnik o Dobrici Ćosiću (2017.) - Stojan Berber

## Nagrade
- Orden za hrabrost
- Orden zasluga za narod
- Orden bratstva i jedinstva
- NIN-ova nagrada (1954.)
- Sedmojulska nagrada (1961.)
- NIN-ova nagrada (1961.)
- Nagrada Udruge književnika Srbije (1986.)
- Njegoševa nagrada (1990.)
- Nagrada "Jakov Ignjatović", Budimpešta (1991.)
- Specijalna Nagrada Vukove zaklade (1991.)
- Nagrada Narodne knjižnice Srbije (1991.)
- Nagrada "Zlatni krst kneza Lazara" (1993.)
- Nagrada "Laza Kostić" (1996.)
- Nagrada "Kočićevo pero" (1996.)
- Nagrada "Meša Selimović" (1996.)
- Nagrada Narodne knjižnice Srbije (1997.)
- Nagrada "Svetozar Ćorović" (1997.)
- Zlatni krst despota Stefana Lazarevića (1998.)
- Nagrada "Puškin", Moskva (2010.)
- Zlatni vitez za književno stvaralaštvo (2010.)
- Jubilarna medalja ruskog veleposlanstva u Beogradu: 65 godina pobjede u Velikom Domovinskom ratu od 1941. do 1945. godine (2010.)

## Vanjske poveznice
- Dobrica Ćosić